# Šangajski muzej
Šangajski muzej (kin. 上海博物馆) je muzej smješten na Narodnom trgu u Šangaju. Izvorno je osnovan 1952., a opsežno je obnovljen 1996. godine i smatra se za jedan od najmodernijih muzeja u Kini, iako nije jedan od najvećih. U njemu se nalazi velika zbirka kineske umjetnosti s preko 120.000 predmeta podijeljenih u jedanaest specifičnih galerija. U muzeju se nalazi i nekoliko predmeta od kineskog nacionalnog značaja, uključujući jedan od tri postojeća primjerka prozirnog brončanog zrcala iz dinastije Han.

## Povijest
Muzej je osnovan 1952. godine i prvi je put bio otvoren za javnost u bivšoj klupskoj kući Šangajskog trkališta, sada na ulici 325 Zapadnog Nanjing puta. Osnivačka zbirka je uglavnom došla iz tri izvora: hrpa artefakata koju je prikupila komunistička 3. kopnena vojska tijekom građanskog rata iz slučajnih nalaza i oduzimanjem privatnog vlasništva; predmeti oduzeti od strane carinske službe; i predmeti koje su prodavali privatni kolekcionari zbog političkog pritiska tijekom političkih čišćenja. Bivši Šangajski općinski muzej također je spojen u novoosnovani Šangajski muzej.
Sljedećih nekoliko godina muzejska se zbirka dodatno obogatila drugim privatnim i institucionalnim zbirkama iz Šangaja, uključujući kolekciju nekadašnjeg šangajskog muzeja Kraljevskog azijskog društva, koje su preseljene u muzej jer su „strane” institucije postupno napuštale grad 1950-ih. God. 1959., muzej se uselio u zgradu Zhonghui na ulici Južni Henan 16, u kojoj su prije bila osiguravajuća društva i bankarski uredi. Tijekom Velikog skoka naprijed i zbog kampanje za prikupljanje metala, Šangajski muzej je sudjelovao u spašavanju starih brončanih predmeta koji su bili oduzeti ili donirani kako bi se otopili. 
Prije Kulturne revolucije, bila je tradicija da bogati šangajski kolekcionari godišnje doniraju muzej. Rad muzeja se u velikoj mjeri zaustavio kao rezultat kulturne revolucije. Nakon završetka revolucije, kao jedan od najvažnijih kineskih muzeja, zbirka se nastavila bogatiti donacijama, vladinim kupnjama i važnim nalazima iz arheoloških iskopavanja.
Rast zbirke vršio je ogroman pritisak na skučene prostore muzeja. Za osiguravanje velikog, namjenski izgrađenog doma, Šangajski muzej svoj trenutačni oblik duguje Ma Chengyuanu, njegovom ravnatelju od 1985. do umirovljenja 1999. god. Naime, kada je novi muzej izostavljen iz petogodišnjeg plana obnove Šangaja iz 1992. god., Ma je lobirao gradonačelnika Huanga Jua za njegovu obnovu. Nakon što je razgledao razorene prostorije zgrade Zhonghui, Huang je pristao dodijeliti mu mjesto na Narodnom trgu, ali muzej je morao prikupiti vlastite građevinske fondove. Ma je prikupio 25 milijuna američkih dolara iznajmljivanjem stare zgrade građevinarima iz Hong Konga. Također je organizirao brojna putovanja u inozemstvo kako bi prikupio donacije, uglavnom iz šangajske dijaspore koja je pobjegla u Hong Kong nakon komunističke revolucije, prikupivši još 10 milijuna dolara. Novac je još uvijek nedostajao, ali na kraju je od gradske vlasti pridobio još 140 milijuna juana za dovršetak zgrade.
Izgradnja sadašnje zgrade započela je u kolovozu 1993., a otvorena je 12. listopada 1996. godine. Visoka je 29,5 metara s pet katova, a pokriva ukupnu površinu od 39.200 m². Dizajnirao ga je lokalni arhitekt Xing Tonghe u obliku drevne brončane posude za kuhanje, ding.  Vjeruje se kako mu je inspiracija za dizajn bila drevna posuda „Da Ke ding”, koja je sada izložena u muzeju. Zgrada ima okrugli vrh i kvadratnu osnovu, što simbolizira drevnu kinesku percepciju svijeta kao „okruglo nebo i kvadratnu zemlju” (天圆地方)

## Kolekcija
Muzej ima zbirku od preko 120.000 predmeta, izloženu u jedanaest galerija od kojih je svaka posvećena jednom od oblika kineske umjetnosti (kineska bronca, kineske skulpture, kineske slike, keramika, kineska kaligrafija, namještaj, žad, drevne novčiće, pečati, umjetnost manjina i stranu umjetnost. Šangajski muzej čuva nekoliko predmeta od nacionalnog značaja, uključujući jedan od tri postojeća primjerka prozirnog brončanog zrcala iz dinastije Han. Muzej posjeduje i tri posebne privremene izložbene dvorane. 
- Ritualna brončana posuda Liu Ding iz kasnije dinastije Shang, 13.-11. stoljeće pr. Kr.
- Ju posuda iz rane dinastije Chou, 1000.-400. pr. Kr.
- Bi disk od žada iz Liangzhu kulture, 3.000-2.000 pr. Kr.
- Ritualna posuda u obliku vola, Xi Zun (牺尊), Razdoblje proljeća i jeseni, oko 700.-480. pr. Kr.
- Tekst na bambusu iz razdoblja zaraćenih država (475.–221. pr. Kr.) s raspravom o klasičnom pjesništvu Shi Jing
- Posuda za vino (Zhi) od žada iz dinastije Zapadni Han (206. pr. Kr.-8.)
- Posuda za žito iz dinastije Zapadni Jin (265.-316.)
- Sogdijac na devi iz dinastije Tang
- Okrugla lepeza cara Huizonga s kaligrafskim natpisom, dinastija Sung
- Cvjetni tanjur iz dinastije Yuan (1271.-1368.)
- Zhu Derun, Primordijalni kaos, tuš na papiru, 1349.
- Bian Jingzhao, Jato ptica i cvijeće na bambusu, tuš na papiru, rana dinastija Ming (1368.–1644.)
- Namještaj iz razdoblja dinastije Ming.
- Kamena posuda Jingdezhen s izrezbarenim zmajem i oblakom iz dinastije Qin
- Yang Lin maska iz kineske opere

## Vanjske poveznice
|  | Zajednički poslužitelj ima stranicu o temi Šangajski muzej |

- Shanghai Museum: službene stranice  Arhivirana inačica izvorne stranice od 16. lipnja 2012. (Wayback Machine) (engl.)
- Fotografije iz Šangajskog muzeja  Arhivirana inačica izvorne stranice od 10. svibnja 2010. (Wayback Machine) (engl.)

31°23′02″N 121°47′05″W / 31.38389°N 121.78472°W